# Specie di Liphistiidae

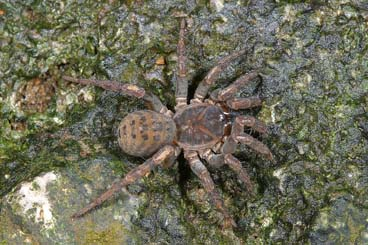
Ryuthela nishihirai, femmina

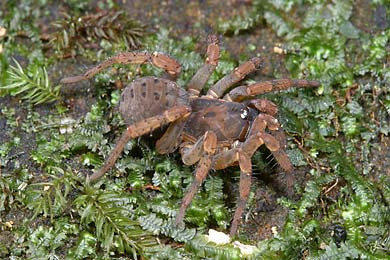
Ryuthela tanikawai, femmina

Di seguito sono descritte tutte le 90 specie della famiglia di ragni Liphistiidae note al giugno 2012:

## Heptathela
Heptathela Kishida, 1923

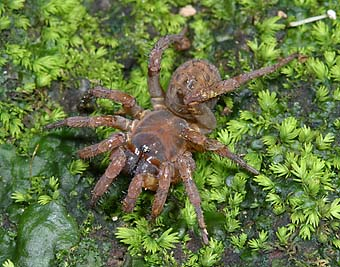
Heptathela kimurai, femmina

1. Heptathela abca Ono, 1999 — Vietnam
2. Heptathela amamiensis Haupt, 1983 — Isole Ryukyu
3. Heptathela australis (Ono, 2002) — Vietnam
4. Heptathela bristowei Gertsch, 1967 — Cina
5. Heptathela ciliensis Yin, Tang & Xu, 2003 — Cina
6. Heptathela cipingensis (Wang, 1989) — Cina
7. Heptathela cucphuongensis Ono, 1999 — Vietnam
8. Heptathela goulouensis Yin, 2001 — Cina
9. Heptathela hangzhouensis Chen, Zhang & Zhu, 1981 — Cina
10. Heptathela heyangensis Zhu & Wang, 1984 — Cina
11. Heptathela higoensis Haupt, 1983 — Giappone
12. Heptathela hongkong Song & Wu, 1997 - Hong Kong
13. Heptathela hunanensis Song & Haupt, 1984 — Cina
14. Heptathela jianganensis Chen, Gao, Zhu & Luo, 1988 — Cina
15. Heptathela kanenoi Ono, 1996 — Isole Ryukyu
16. Heptathela kikuyai Ono, 1998 — Giappone
17. Heptathela kimurai (Kishida, 1920) — Giappone (detto "kimura-gumo")[2]
18. Heptathela luotianensis Yin, Tang, Zhao & Chen, 2002 — Cina
19. Heptathela mangshan Bao, Yin & Xu, 2003 — Cina
20. Heptathela nishikawai Ono, 1998 — Giappone
21. Heptathela nui Schwendinger & Ono, 2011 — Vietnam
22. Heptathela sapana (Ono, 2010) — Vietnam
23. Heptathela schensiensis (Schenkel, 1953) — Cina
24. Heptathela shei Xu & Yin, 2001 — Cina
25. Heptathela sinensis Bishop & Crosby, 1932 — Cina
26. Heptathela suoxiyuensis Yin, Tang & Xu, 2003 — Cina
27. Heptathela tomokunii Ono, 1997 — Vietnam
28. Heptathela tonkinensis Bristowe, 1933 - Vietnam settentrionale
29. Heptathela wosanensis Wang & Jiao, 1995 — Cina
30. Heptathela xianningensis Yin, Tang, Zhao & Chen, 2002 — Cina
31. Heptathela yaginumai Ono, 1998 — Giappone
32. Heptathela yakushimaensis Ono, 1998 — Giappone
33. Heptathela yanbaruensis Haupt, 1983 — Giappone
34. Heptathela yunnanensis Song & Haupt, 1984 — Cina

## Liphistius
Liphistius Schiødte, 1849

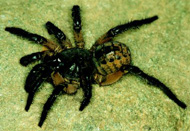
Liphistius sp.

1. Liphistius albipes Schwendinger, 1995 — Thailandia
2. Liphistius batuensis Abraham, 1923 — Malaysia
3. Liphistius bicoloripes Ono, 1988 — Thailandia
4. Liphistius birmanicus Thorell, 1897 — Myanmar
5. Liphistius bristowei Platnick & Sedgwick, 1984 — Thailandia
6. Liphistius castaneus Schwendinger, 1995 — Thailandia
7. Liphistius dangrek Schwendinger, 1996 — Thailandia
8. Liphistius desultor[2]Schiødte, 1849 — Malaysia
9. Liphistius endau Sedgwick & Platnick, 1987 — Malaysia
10. Liphistius erawan Schwendinger, 1996 — Thailandia
11. Liphistius fuscus Schwendinger, 1995 — Thailandia
12. Liphistius isan Schwendinger, 1998 — Thailandia
13. Liphistius jarujini Ono, 1988 — Thailandia
14. Liphistius johore Platnick & Sedgwick, 1984 — Malaysia
15. Liphistius kanthan Platnick, 1997 — Malaysia
16. Liphistius lahu Schwendinger, 1998 — Thailandia
17. Liphistius langkawi Platnick & Sedgwick, 1984 — Malaysia
18. Liphistius lannaianus Schwendinger, 1990 — Thailandia
19. Liphistius laruticus Schwendinger, 1997 — Malaysia
20. Liphistius lordae Platnick & Sedgwick, 1984 — Myanmar
21. Liphistius malayanus Abraham, 1923 — Malaysia
  - Liphistius malayanus cameroni Haupt, 1983 — Malaysia[3]
22. Liphistius marginatus Schwendinger, 1990 — Thailandia
23. Liphistius murphyorum Platnick & Sedgwick, 1984 — Malaysia
24. Liphistius nesioticus Schwendinger, 1996 — Thailandia
25. Liphistius niphanae Ono, 1988 — Thailandia
26. Liphistius ochraceus Ono & Schwendinger, 1990 — Thailandia
27. Liphistius onoi Schwendinger, 1996 — Thailandia
28. Liphistius ornatus Ono & Schwendinger, 1990 — Thailandia
29. Liphistius owadai Ono & Schwendinger, 1990 — Thailandia
30. Liphistius panching Platnick & Sedgwick, 1984 — Malaysia
31. Liphistius phileion Schwendinger, 1998 — Thailandia
32. Liphistius phuketensis Schwendinger, 1998 — Thailandia
33. Liphistius pusohm Schwendinger, 1996 — Thailandia
34. Liphistius rufipes Schwendinger, 1995 — Thailandia, Malaysia
35. Liphistius sayam Schwendinger, 1998 — Thailandia
36. Liphistius schwendingeri Ono, 1988 — Thailandia
37. Liphistius sumatranus Thorell, 1890 — Sumatra
38. Liphistius suwat Schwendinger, 1996 — Thailandia
39. Liphistius tempurung Platnick, 1997 — Malaysia
40. Liphistius tenuis Schwendinger, 1996 — Thailandia
41. Liphistius thaleban Schwendinger, 1990 — Thailandia
42. Liphistius thaleri Schwendinger, 2009 — Thailandia
43. Liphistius tham Sedgwick & Schwendinger, 1990 — Thailandia
44. Liphistius thoranie Schwendinger, 1996 — Thailandia
45. Liphistius tioman Platnick & Sedgwick, 1984 — Malaysia
46. Liphistius trang Platnick & Sedgwick, 1984 — Thailandia
47. Liphistius yamasakii Ono, 1988 — Thailandia
48. Liphistius yangae Platnick & Sedgwick, 1984 — Malaysia

## Ryuthela
Ryuthela Haupt, 1983

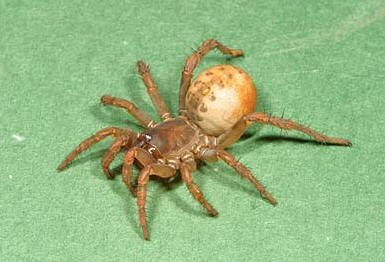
Ryuthela secundaria, femmina

- Ryuthela iheyana Ono, 2002 — Isole Ryukyu
- Ryuthela ishigakiensis Haupt, 1983 — Isole Ryukyu
- Ryuthela nishihirai [2] (Haupt, 1979) — Okinawa
- Ryuthela owadai Ono, 1997 — Isole Ryukyu

- Ryuthela sasakii Ono, 1997 — Isole Ryukyu
- Ryuthela secundaria Ono, 1997 — Isole Ryukyu
- Ryuthela tanikawai Ono, 1997 — Isole Ryukyu